# Bavarès
El bavarès o bavarés, altrament dit austrobavarès, és un grup de dialectes alemanys considerades en conjunt una llengua. Forma amb l'alamànic, l'ídix i el luxemburguès el grup de l'alt alemany. Al contrari del que indica el seu nom, més de la meitat dels locutors es troben fora de Baviera: és igualment parlat a tota Àustria a l'est de l'Arlberg, al municipi suís de Samnaun així com al Tirol del Sud i en alguns llocs de Càrnia.
Per contra, existeix igualment a Bavària dialectes que no són bavaresos com a la Francònia o a la Suàbia bavaresa. La lingüística germanòfona utilitza el terme de Bairisch més aviat que Bayerisch, un terme políticament associat al Land de Baviera.
Aquest clúster de dialectes és classificat com a llengua individual (diferent i independent) per la codificació ISO 693-3.

## Denominació adequada
En bavarès no hi ha un nom exclusiu per al propi idioma. S'utilitzen els noms bayrisch o boarisch (bavarès) amb referència a l'estat federal de Baviera, österreichisch (austríac) amb referència a Àustria, bairisch-österreichisch (austrobavarès) amb referència a tots dos o simplement daidsch, que és el nom de l'alemany en pronunciació bavaresa. Moltes vegades s'utilitza també el nom d'un dialecte diferent del bavarès, com per exemple el tirolès o el carintí.
En la lingüística alemanya s'utilitza la paraula bairisch, escrit no amb y sinó amb i, per distingir-ho del dialecte del bavarès que es parla a Baviera i també per incloure l'austríac.
En la lingüística internacional s'utilitza el codi ISO/DIS 639-3: bar o el nom anglès: bavarian.
En les llengües llatines es podrien formar els termes bàvar, bavàric, bavarià i bavarès, encara que cap té definició clara ni difusió majoritària. El terme bavarès que s'empra en aquest article deriva del nom en llatí de la regió, Bavaria, poblada per la tribu germànica dels baiuvari des de finals de l'Imperi Romà.

## Difusió i dialectes

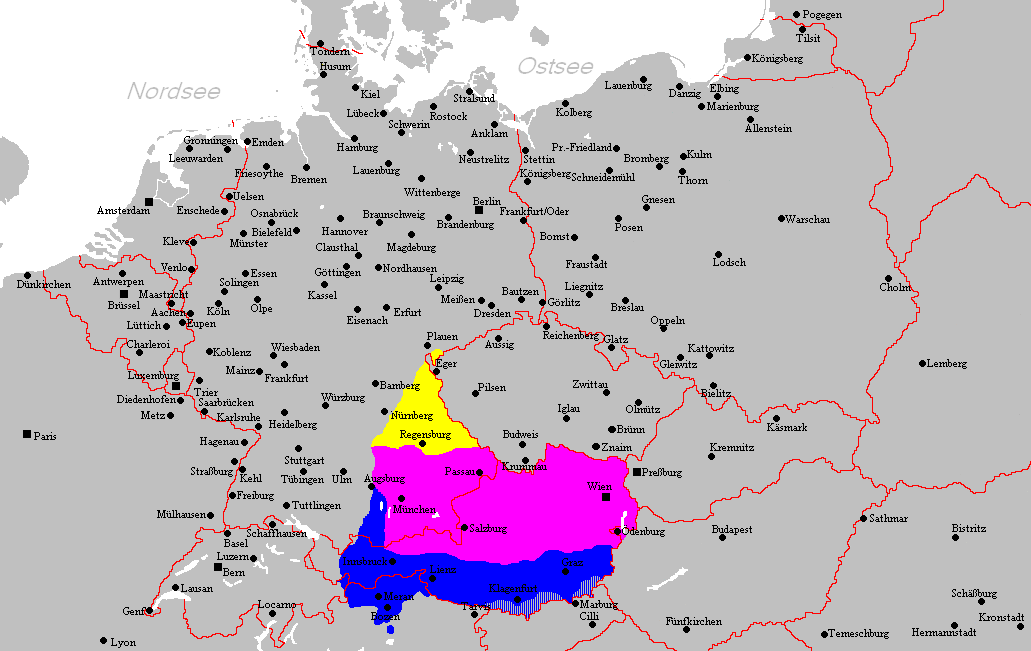
Varietats principals del bavarès:
Bavarès septentrional
Bavarès central
Bavarès meridional

Aproximadament dotze milions de persones tenen aquest idioma com a llengua materna. La majoria d'elles viuen a Àustria i a l'estat federal de Baviera. A Àustria tots els dialectes des del Tirol (oest) fins a Burgenland (est) són variants dialectals del bavarès. En l'estat federal austríac de Vorarlberg, que és limítrof amb Suïssa, i en Außerfern en el nord-est del Tirol es parla un dialecte alemànic. A Alemanya el bavarès és parlat en tres districtes de l'estat federal de Baviera: Alta Baviera, Baixa Baviera i Alt Palatinat. En el nord de Baviera es parlen dialectes franconès i en el districte de Suàbia també es parla un dialecte alemànic. A Itàlia es parla una varietat del bavarès a la regió alpina de Tirol del Sud i també en petits llogarets de Trentino i Friul. En la comuna suïssa de Samnaun, en no tenir connexió viària amb la resta del país fins a l'any 1905, també es va establir el bavarès com a llengua d'ús comú.
El nombre de persones que coneixen el bavarès és difícil d'estimar amb bastant precisió, perquè no totes elles ho tenen com a primera llengua. Una proporció indeterminada parla l'alemany estàndard com a idioma principal i només té una competència passiva en bavarès. Entre els parlants del bavarès també s'inclouen minories amb altres llengües maternes. La majoria dels parlants són immigrants de primera o segona generació.
En total es poden estimar les següents xifres:
| regió                      | habitants     | parlants del bavarès |
| -------------------------- | ------------- | -------------------- |
| Àustria (sense Viena)      | 6,4 milions   | 85%                  |
| Viena (capital d'Àustria)  | 1,6 milions   | 40%                  |
| Alta Baviera (sense Múnic) | 2,9 milions   | 85%                  |
| Múnic (capital de Baviera) | 1,3 milions   | 50%                  |
| Baixa Baviera              | 1,2 milions   | 90%                  |
| Alt Palatinat              | 1,0 milions   | 60%                  |
| Tirol del Sud (Itàlia)     | 0,5 milions   | 65%                  |
|                            |               |                      |
| Europa oriental¹           | < 0,1 milions |                      |
| Europa occidental²         | 0,5 milions   |                      |
| Resto del món³             | 0,5 milions   |                      |
|                            |               |                      |
| total:                     | 12,3 milions  |                      |

¹ Petites minories en la República Txeca, Eslovàquia, Hongria, Eslovènia, Romania i Ucraïna.

² Sobretot en la resta d'Alemanya i a Bèlgica, França, Espanya i Anglaterra.

³ Sobretot als EUA, Canadà, Brasil, Argentina, Perú i Austràlia.

### Dialectes
Els tres principals grups dialectals en el bavarès són:
- Bavarès del nord, parlat principalment en Alt Palatinat, però també en àrees adjacents com Alta Francònia (districte de Wunsiedel), Saxònia (sud de Vogtland), Francònia Mitjana, Alta Baviera i Baixa Baviera.
- Bavarès central, al llarg dels rius Isar i Danubi, parlat en Alta Baviera (inclòs Múnic, on hi ha una majoria de parlants d'alemany estàndard), Baixa Baviera, sud del Alt Palatinat, el districte d'Aichach-Friedberg a Suàbia, nord del estat de Salzburg, Alta Àustria, Baixa Àustria, Viena (veure alemany de Viena) i nord de Burgenland.
- Bavarès del sud, en Tirol, Tirol del Sud, Carintia, Estiria i les parts meridionals de Salzburg i Burgenland.

Les diferències són clarament perceptibles dins d'aquests tres subgrups, els quals a Àustria coincideixen amb les fronteres dels seus estats. Per exemple, els accents de Carintia, Estiria i Tirol poden ser fàcilment recognoscibles. També hi ha una diferència marcada entre el bavarès central oriental i occidental, aproximadament coincidint amb la frontera entre Àustria i Baviera. A més, el dialecte de Viena té algunes característiques que ho distingeixen d'altres dialectes. A Viena, menor però recognoscible, les variacions caracteritzen els diferents districtes de la ciutat. La varietat que es parla en el Tirol del Sud ha assimilat moltes paraules de l'italià, especialment en el camp dels termes administratius i els aliments.
Així mateix, hi ha variants de l'austro-bavarès que poden ser considerades com a llengües diferenciades:
- Cimbrià, parlat en els Set Municipis (antigament Trenta Municipis) a Véneto, i a Lucerna, Trento.
- Mócheno, parlat a la Vall del Fersina, Trento.
- Alemany huterita, parlat pels huterites a Canadà i Estats Units.
- Gottscheerès, parlat a Gottschee, Carniola, sud d'Eslovènia; encara que aquest és generalment inclòs en el dialecte bavarès del sud.

## Relacions lingüístiques
Existeix un debat lingüístic sobre l'entitat del bavarès. Hi ha qui ho classifica com un dels diversos dialectes de l'alemany i hi ha qui ho considera pròpiament una llengua. Existeixen bastants arguments tant a favor com en contra d'ambdues postures. Sovint l'opció preferida es basa en gran manera en les opinions personals dels protagonistes d'aquest debat, podent considerar-se que existeix un continuum dialectal bavarès que forma part del continuum dialectal del grup alemany.

### El bavarès com a llengua diferenciada
El bavarès té moltes peculiaritats que el diferencien de l'alemany estàndard, tant en el vocabulari com en la gramàtica. Les diferències són tantes que els germanoparlants no familiaritzats amb el bavarès troben problemes a entendre'l. Als programes de televisió emesos per tota Alemanya les entrevistes amb parlants de bavarès són de vegades subtitulades perquè el públic del nord del país pugui entendre-les.
Històricament les diferències són conseqüència de cinc factors:
- Origen diferent: altres tribus germàniques van portar durant el període de les grans migracions una altra forma del germànic antic a la regió en la qual avui es parla el bavarès.
- Substrats diferents: la població indígena que vivia a les províncies romanes de Forta, Nóric i Panonia (llatino-parlants en l'oest i eslaus en l'est) va ser diferent al nord de Germania i va influir en la creació de la nova llengua.
- Adstrats o contactes amb llengües diferents: el bavarès posseeix molts termes procedents de l'italià i de les llengües eslaves per causa del seu veïnatge geogràfic.
- Tendència conservadora: el bavarès manté actualment vocables i frases que també apareixien en l'alemany estàndard fa uns segles.
- Evolució diferent: en la seva evolució fonètica el bavarès ha seguit camins diferents als de l'alemany estàndard, com provaria l'abundància de diftongs i la lenició de consonants.

### El bavarès com a dialecte de l'alemany
També existeixen arguments a favor de la teoria que considera el bavarès un dialecte de l'alemany, principalment:
- Origen comú: encara que les tribus germàniques que van portar la seva llengua a la regió eren diferents, parlaven un idioma comú o de gran similitud.
- L'alemany com a amalgama de dialectes: l'alemany estàndard és el resultat d'una amalgama de diferents dialectes en la qual el bavarès també ha exercit la seva influència.
- Influència de la llengua oficial: a partir de la invenció de la impremta de tipus mòbils al segle xv i la creació de l'alemany estàndard per Martí Luter al segle xvi la influència de l'alemany estàndard ha reduït les particularitats lingüístiques regionals a un nivell tal que avui solament poden ser considerades dialectes que continuen perdent importància.
- Caràcter superficial de la majoria de les diferències: certament moltes paraules es pronuncien de forma diferent en bavarès a com ho fan en alemany estàndard, però en la seva substància són iguals a l'alemany estàndard. Exemple: Com et dius? = Wia hoast du? (en bavarès) i Wie heißt du? (en alemany). No obstant això no totes les diferències són tan superficials, existint a més importants diferències morfològiques, sintàctiques i lèxiques amb l'alemany estàndard (un ús abundant de l'article indefinit plural "oa" aliè a l'alemany estàndard, pronoms de subjecte diferents segons siguin tònics o àtons -amb possibilitat de combinar tots dos de forma redundant en una mateixa frase a vegades-, contraccions especials d'aquests pronoms àtons en posició posterior al verb, ús de la doble negació, diferències importants en la conjugació gramatical dels verbs i la flexió dels substantius, ús de la terminació -a en l'adjectiu com a còpula en posició predicativa on en alemany estàndard no hi ha terminació...). De fet l'argument del caràcter superficial de moltes diferències fonètiques podria aplicar-se també al neerlandès. Exemple: la pedra és gran = De steen is groot (en neerlandès) i Der Stein ist groß (en alemany).

## Origen històric
Al contrari del que ocorre en la majoria dels llocs en què avui es parlen llengües germàniques, el bavarès és parlat en regions que en l'Antiguitat eren províncies de l'Imperi Romà. Els pobles germànics que van travessar el llimis i van conquistar diverses parts de l'imperi, com els godes (Itàlia i Hispània), els vàndals (Hispània i Àfrica), els sueus (Gal·laècia i Lusitània) i els francs (Gàl·lia), es van assimilar bastant ràpid a la població llatino-parlant i solament han quedat alguns vestigis dels seus idiomes en les modernes llengües llatines. Els germans que van romandre fora dels límits de l'imperi van conservar els seus idiomes, dels quals procedeixen les actuals llengües escandinaves, l'alemany, l'holandès i l'anglès.
A les antigues províncies alpines de l'imperi va ser una mica diferent:

### Les províncies alpines de l'Imperi Romà
Durant l'època romana les províncies de Recia, Nóric i Panonia van ser poblades per una barreja de pobles cèltics i il·liris que havien pres com a primera llengua el llatí o un dialecte del llatí influït pels idiomes indígenes. Aquest procés d'assimilació va ser relativament ràpid perquè l'imperi tenia una presència militar bastant important a la frontera del Danubi.
Després de l'any 260 d. C. els Alamanes van travessar el llimis del Danubi i van poblar la província de Recia. Altres grups germànics van aparèixer al nord del Danubi intentant també travessar la frontera. No obstant això les legions romanes van poder defensar la frontera fins a la fi del segle v. Al final de l'imperi, forces bàrbares amenaçaven a la pròpia Península Italiana, especialment els visigots que venien dels Balcans, i l'any 476 d. C. Roma va decidir retirar les seves legions del Danubi per defensar la metròpolis. Una part considerable de la població civil també va ser evacuada al nord d'Itàlia. Una llegenda diu que els venecians en part són descendents d'aquests fugitius.

### Immigració de tribus germàniques
Aquesta decisió dels romans va deixar les províncies al nord dels Alps indefenses i nombrosos grups pertanyents a diverses tribus van traspassar el Danubi per a poblar aquestes regions. Gràcies a l'arqueologia se sap que grups alemànics i llombards es van establir a les regions al Sud del riu. Els visigots i els ostrogodes només van travessar la regió alpina en el seu extrem més meridional en el seu camí des dels Balcans per a conquistar Itàlia. La gran majoria dels llombards va continuar la seva migració i va conquistar el Nord d'Itàlia, on avui la regió de Llombardia porta el seu nom.
Allà els llombards es van barrejar amb la part de la població de parla llatina que havia romàs en el lloc i amb una quantitat desconeguda d'altres grups que van aparèixer des de l'Est. Entre aquests possiblement s'hi trobaven grups d'ostrogodes i llombards que no van continuar la seva migració cap a la Península Itàlica, part del poble no indoeuropeu dels Àvars, que procedien de l'Àsia central i també eslaus des del segle vi.

### La tribu dels baiuvars

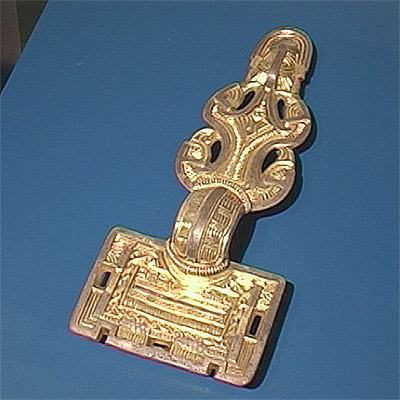
Fíbula baiuvara del, objecte arqueològic trobat a Waging am See, Baviera.

L'origen de la llengua bavaresa és la tribu germànica dels baiuvars. Però succeeix que en cap font primària de l'Imperi Romà tenim un esment d'una tribu amb el nom de baiuvars (o 'Baiuvirii' en llatí). Dels textos de l'Imperi Romà que han arribat fins als nostres dies sabem molt sobre els variats grups germànics als quals els romans tenien com a veïns a l'altre costat del llimis o frontera, amb els quals comerciaven i de vegades estaven en guerra. Ja des de l'època de Juli Cèsar existeixen bastants textos romans que descriuen les tribus germàniques que vivien a l'altre costat del Rin i del Danubi. Coneixem els seus noms, els seus costums i les relacions dels diferents grups amb l'imperi. Fins i tot Sant Severí de Nóric, un missioner romà que va viure en aquesta regió en les acaballes de l'Imperi Romà i va morir l'any 482, no esmenta als baiuvars en les seves escriptures.
L'esment més antic que es coneix d'una tribu bavaresa no apareix fins a aproximadament l'any 600, i està en un text del poeta Venantius Fortunatus, italià de Treviso, on explica el seu viatge d'Itàlia a França creuant els Alps. En ell va deixar escrit que al voltant del riu Lech (a Baviera) vivien els baiuvars. Existeix una altra font primària més antiga que esmenta als baiuvars: la crònica dels pobles gods escrita per Jordanes De origine actibusque Getarum. Aquest historiador va escriure el seu 'Gètica' abans de l'any 552, copiant una versió més antiga de la història dels gods (Historia Gothorum), obra de Casiodor, que no ha arribat fins als nostres dies. Però en el text de Jordanes solament hi ha fragments que són confusos i molts historiadors dubten que es corresponguin amb el que va escriure Casiodor.

### Etnogénesis dels baiuvars
Juntament amb descobriments arqueològics aquestes fonts primàries donen suport a la teoria més estesa, segons la qual la tribu dels baiuvars es va desenvolupar entre els anys 500 i 600 d. C. a partir d'una barreja de diversos grups germànics, sobretot llombards que no van migrar a Itàlia i alamanes, amb la població celto-romana que va romandre a la regió alpina i petits nuclis d'altres grups, com a eslaus, ostrogodes i àvars, un poble no-indoeuropeu procedent de l'Àsia central. Aquesta barreja de tribus germàniques, sobretot llombardes i alamanes, amb la població cèltic-romana i influències d'eslaus i àvars va resultar en l'etnogènesi de la tribu dels baiuvars.

### Per què no una llengua llatina?
Al contrari d'altres províncies anteriors de l'imperi romà com Hispània, Gàl·lia o la Itàlia mateixa, aquests germans no van adoptar la llengua romana, sinó que van desenvolupar un nou idioma germànic, si bé nuclis de llatinoparlants
 van romandre a la zona alpina fins a la fi de l'Edat Mitjana. A Suïssa i el nord d'Itàlia encara existeixen els petits idiomes llatins que constitueixen el retoromànic, el ladí i el friülà. Sembla que a la regió al Nord dels Alps i al sud del Danubi els grups germànics eren més nombrosos que a Itàlia, Hispània o Gàl·lia. També el nombre de llatinoparlants que romania a la regió va descendir a causa de l'ordre d'evacuació a Itàlia que es va donar l'any 488 (migració que estaria formada per la classe alta romana, els militars i els funcionaris de l'Imperi, que haurien obeït en la seva majoria aquesta ordre).
Malgrat això, gran quantitat de paraules llatines que no existeixen en alemany estàndard van romandre en el bavarès. Així, és fàcil trobar termes procedents del llatí vulgar, com "Semmel" o "Sömmi" de lat.: semilia (pa de farina blanca) per a un panet. També abunden a la regió els topònims procedents del llatí, com les ciutats de Bregenz (Brigantia), Ratisbona (Castra Regina), Passau (Castra Batavia), Wels (Ovilava), Linz (Lentia), Viena (Vindobona) o pobles més petits com Gampern (Camp) i Ischgl (retoromànic: Yscla =illa). Altres vocables llatins han arribat al bavarès per un influx posterior des de l'italià o el francès.

## Influències

### Influencia del llatí i llengües derivades
Per aquestes causes històriques existeixen en el bavarès molts termes procedents del llatí especialment per a noms de fruites, llegums i altres termes relacionats amb l'agricultura, la construcció, lèxic militar, on el bavarès usa paraules llatines i l'alemany estàndard moltes vegades empra paraules d'origen germànic.
- Llatí vulgar:

| exemples bavaresos del llatí vulgar |              |                   |                   |
| bavarès                             | llatí        | català            | alemany estàndard |
| Kas (m)                             | caseus       | formatge          | Käse              |
| Pfai (m)                            | pilum        | fletxa            | Pfeil             |
| Dölla (n)                           | telea        | plat              | Teller            |
| Wâi (m)                             | vinum        | vi                | Wein              |
| Most (m)                            | vinum mustum | most / sidra      | Apfelwein         |
| Radi (m)                            | radix        | rave (arrel)      | Rettich           |
| Fisoin (f)                          | faseoli      | mongetes verdes   | grünen Bohnen     |
| Zwüfi (m)                           | cipolla      | ceba              | Zwiebel           |
| Karotn (f)                          | carota       | pastanaga         | Möhre             |
| Gaudi (f)                           | gaudium      | diversió gaudi    | Spaß, Vergnügen   |
| Ribisl (f)                          | ribes        | grosella          | Johannisbeere     |
| Züagi (m)                           | tegula       | teula             | Ziegel            |
| Maua (f)                            | murus        | mur               | Mauer             |
| Kãmma (f)                           | camera       | cambra, habitació | Zimmer            |
| Schdråssn (f)                       | via, strata  | carrer            | Strasse           |
| Fensda (n)                          | fenestra     | finestra          | Fenster           |
| Kölla (m)                           | cella        | soterrani         | Keller            |
| Schbidåi (n)                        | hospitalium  | hospital          | Krankenhaus       |

- Italià o romanx: Per causa del veïnatge geogràfic el bavarès també té moltes paraules d'origen italià. Algunes d'aquestes paraules han estat també adoptades també per l'alemany estàndard:

| paraules bavareses de l'italià |            |                  |                                  |         |
| bavarès                        | italià     | català           | alemany estàndard                | romanx  |
| Kafioi (m)                     | cavolfiore | coliflor         | Blumenkohl                       | cafior  |
| Melanzani (f)                  | melanzane  | albergínia       | Aubegine                         |         |
| Brokoli (m)                    | broccoli   | bròquil          | Brokkoli                         |         |
| Bizüki (n)                     | bicicletta | bicicleta        | Fahrrad                          | bizüchi |
| Limauni (f)                    | limone     | llimona          | Zitrone                          | limaun  |
| Oarãschn (f)                   | arancia    | taronja          | Orange, Apfelsine (esp. al nord) |         |
| Tschick (f)                    | cicca      | cigar            | Kippe, Zigarre                   |         |
| Gschbusi (n)                   | sposi      | enamoriscament   | Liebesaffäre                     | spusi   |
| Schdrizi (m)                   | strizzare  | tunante          | Tunichtgut                       |         |
| Schbas (m)                     | spasso     | broma / diversió | Spaß                             |         |
| Scheaz (m)                     | scherzo    | broma            | Witz, Scherz                     |         |

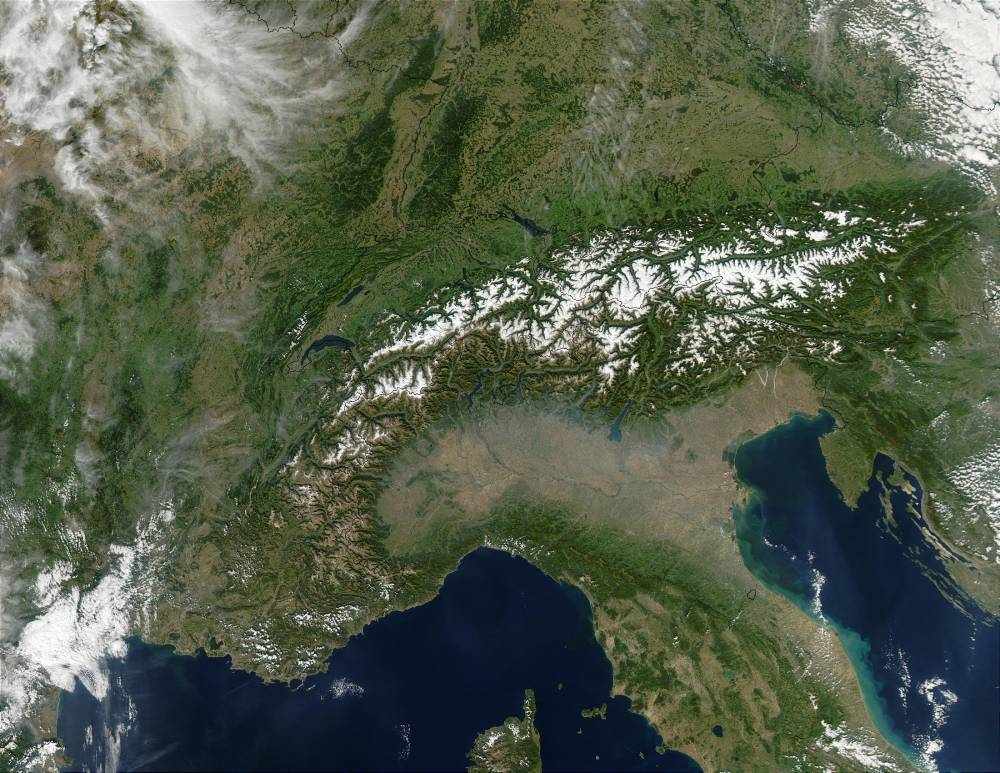
Al sud de la zona bavaresoparlant es parla italià

- Francès: Als segles xvii i xviii era molt comú en entre la noblesa europea parlar francès. Molts nous invents i articles relacionats amb la vida més acomodada van rebre noms francesos que el bavarès conserva actualment, mentre que per a l'alemany estàndard es van inventar durant l'època del nacionalisme alemany noves paraules més germàniques . Exemples de velles paraules franceses en el bavarès són:

| paraules bavareses del francès |                       |                  |                       |
| bavarès                        | francès               | català           | alemany estàndard     |
| Lawua (n)                      | lavoire               | rentamans        | Waschbecken           |
| Drotoa (n)                     | trotoire              | vorera           | Gehsteig, Bürgersteig |
| Basê, Basena (n)               | bassin                | safareig         | Wasserbecken          |
| Balanz (f)                     | bilance               | manillar         | Lenkstange            |
| Wolã (n)                       | volant                | volant           | Lenkrad               |
| Paraplü (m)                    | parapluie             | paraigua         | Regenschirm           |
| Schalusi (f)                   | jalousie              | persiana         | Rolladen              |
| Blafô (m)                      | plafond               | sostre           | Decke, Dach           |
| Schdölasch (f)                 | stellage              | estanc           | Regal                 |
| Fiaka (m)                      | (< Hotel St.-Fiacre)  | cotxe de cavalls | Pferdekutsche         |
| Erdapfel (m)                   | (calc) pomme de terre | patata           | Kartoffel             |

- Paraules bavareses d'altres llengües llatines (exemples):

| altres paraules romanes del vocabulari bàsic |                |                      |                                     |
| bavarès                                      | català         | alemany estàndard    | origen                              |
| Palatschinken                                | truita (dolça) | Pfannkuchen          | romanès: placinta (llatí: placenta) |
| Marün, Marille                               | albercoc       | Aprikose             | català: marró                       |
| Marmelade                                    | melmelada      | Konfitüre, Marmelade | portuguès: marmelo (codony)         |

### Influència eslava
En el bavarès també existeix una influència considerable de les llengües eslaves, d'una banda perquè té llengües eslaves com el txec i l'eslovenio com a veïns, d'altra banda perquè també va haver-hi un substrat lingüístic eslau, especialment en l'est de Àustria i el nord-est de Baviera. Durant l'època de l'etnogenesis dels bayuvares (segle vi i VII) la part aquest d'Àustria estava poblada per una població eslava. Els bayuvares estenien el seu territori a l'est i els eslaus van assumir la llengua bavaresa. Però aquest procés durava diverses generacions i aquests eslaus van influenciar els dialectes de Baixa Àustria, Viena, Burgenland, Estiria i sobretot Carintia i moltes paraules eslaves s'integrarón en el vocabulari bavarès.
A Baviera i l'oest d'Àustria aquesta influència no va ser tan important i les paraules eslaves en aquestes regions són més recents i venen sobretot del txec per causa de veïnatge. Lingüísticament això no es diu substrat sinó adstrat.
Exemples de paraules bavareses amb origen eslau són (hi ha moltíssims més):
| paraules amb origen eslau |                     |                    |                                |
| bavarès                   | català              | alemany estàndard  | origen                         |
| Jausn (f)                 | tapes               | Brotzeit           | de l'eslovè: južina (esmorzar) |
| Duchent (f)               | llençol             | Bettlaken          | del txec: duchenka             |
| Zwetschgn (f)             | pruna               | Pflaume            | del txec: švestka              |
| Kren (m)                  | rave picant         | Meerrettich        | del txec: Křen                 |
| Powidl                    | melmelada de prunes | Pflaumenmus        | del txec: povidla              |
| blazn                     | plorar              | weinen             | del txec: plázn                |
| robotn                    | treballar dur       | hart arbeiten      | del txec: robot                |
| bomali                    | lent                | langsam, gemütlich | del txec: pomalý               |
| Buchtl (f)                | pastís de pòsit     | Dampfnudel         | del txec: buchta               |
| Bramburi (f)              | patata              | Kartoffel          | del txec: brambor              |
| Golatschn (f)             | pastís emplenat     | Kuchentasche       | del txec: koláče               |

- La varietat del bavarès de la regió de Carintia té moltes paraules eslovenes, que no són comunes a les altres regions bavarès-parlants i també una influència eslovena en la seva fonologia i gramàtica.

### Influència de l'ídix
El bavarès també té en el seu vocabulari influencia de l'ídix, l'idioma germànic dels jueus europeus. Aquesta influència és especialment observable en els dialectes del bavarès de l'est d'Àustria, sobretot a Viena. Allí força paraules procedents de l'ídix són comunes en la llengua parlada i de vegades també en l'escrita. Aquesta influència resulta de la convivència que existia amb població jueva en l'Edat Mitjana, fins que al voltant de l'any 1420 els jueus van ser expulsats de la regió que actualment és Àustria. Aquests jueus no van emigrar molt lluny: Molts d'ells es van quedar a les regions de Bohèmia, Moràvia i Hongria, que també estaven sota el control dels Habsburg. Al segle xix, en l'època de l'Imperi Austrohongarès, molts jueus van tornar a la pròpia Àustria i la influència de l'ídix va guanyar importància una altra vegada.
També hi ha teories lingüístiques que assenyalen que el propi ídix guarda moltes similituds amb els dialectes bavaresos de Baviera i Àustria a causa de la coexistència d'aquestes llengües en l'Edat Mitjana, similituds que els jueus expulsats haurien portat a l'est d'Europa. Algunes formes gramaticals i també parteix del vocabulari tenen semblances amb el bavarès. La teoria que l'ídix té més parentiu amb els dialectes bavaresos que amb altres dialectes alemanys o l'antic alt alemany mitjà va ser formulada pel lingüista Dovid Katz l'any 2004 (Dovid Katz: Words on fire: the unfinished story of Yiddish, New York: Basic Books, 2004) i actualment està sota discussió.
Exemples de paraules bavareses d'origen ídix són:
| paraules amb origen en el yidis |                   |                       |                              |
| bavarès                         | català            | alemany estàndard     | ídix                         |
| Baisl (n)                       | bar, taverna      | Kneipe                | bajis (= casa)               |
| Bahø (m)                        | xivarri, tumult   | Aufruhr               | baholle                      |
| Ganof (m)                       | bandit            | Ganove, Dieb          | gannef                       |
| Hawara (m)                      | amic, company     | Freund, Kumpel        | chaver (חַבֵר)                 |
| hussn                           | incitar           | anstacheln, aufhetzen | huth                         |
| Kaff (m)                        | poblet            | Nest                  | kafar (כָּפָר = poble)          |
| Masn (f), Massl (n)             | sort              | Glück                 | mazel                        |
| Schlamasl (n)                   | infortuni         | Unglück, Missgeschick | schlimmazel                  |
| schachan                        | regatejar         | feilschen             | schachern                    |
| schmusn                         | adular, petonejar | schmeicheln, küssen   | schmusen                     |
| Schnoara (m)                    | captaire          | Bettler               | schnorrer (músics errantes)  |
| Schdus (m)                      | ximpleria         | Unsinn                | schtus                       |
| Zores (f./pl.)                  | disgust           | Ärger                 | zores (צרות = preocupacions) |

## Pronunciació del bavarès
En la codificació del bavarès hi ha dos diferents models:

### Ortografia de l'alemany
Uns escriptors utilitzen l'ortografia de l'alemany estàndard i només fan petites modificacions que corresponen a la pronunciació d'Àustria i Baviera. Aquesta forma d'escriure és molt comuna perquè gairebé tots bavarès-parlants saben l'ortografia de l'alemany, ja que és l'única llengua d'ensenyament a l'escola. El desavantatge d'aquesta ortografia és que no representa la fonologia bavaresa íntegrament i els estrangers, com els hispanoparlants, han d'aprendre l'ortografia de l'alemany abans de poder llegir un text en bavarès.
Ex.: Wie geht's da denn heut? (fonètic: Wia ged s da den haid?; = esp.: Com et va avui?)

### Ortografia fonètica del bavarès
Altres escriptors prefereixen utilitzar una ortografia totalment fonètica amb l'alfabet llatí com a base i algunes lletres suplementàries que no existeixen en llatí. Aquest model és considerat més radical per la majoria dels lingüistes germànics, però té l'avantatge de representar la pronunciació bavaresa i facilita el llegir i escriure per a persones que no saben l'alemany estàndard.
Les següents lletres suplementàries són necessàries per escriure bavarès en forma fonètica. Com el portuguès o el francès, el bavarès té la tendència de nasalizar les (n) i (m) al final de síl·labes i al final de les paraules i per això es presenten diverses vocals nasals. Hi ha una altra lletra suplementària que no existeix en alemany estàndard i que és molt important per al bavarès, perquè és summament utilitzada. És la lletra "å" que correspon a la vocal "o" en la forma en què la pronuncien les llengües llatines.
| lletres suplementàries del bavarès |                                        |                     |                        |
| lletra bavaresa                    | pronunciació                           | exemple             | traducció              |
| å                                  | com la "o" en castellà                 | I håb, I såg, I måg | tinc, dic, vull        |
| ã                                  | vocal nasal com en francès "en France" | I kã, a Mã, schã    | jo puc, un home, ja    |
| â                                  | "a" nasal                              | drân, mân           | tornear, guadañar      |
| î                                  | "i" nasal                              | I bî, hî            | jo sóc, trencat        |
| ê                                  | "i" nasal                              | schê                | bonic                  |
| é                                  | /i/, com la "é" en francès             | jéda, lésn, dés     | tots, llegir, això     |
| õ                                  | "o" nasal                              | õans, kõa, mõana    | un, cap, estimar       |
| ö                                  | /ø/ com en alemany estàndard           | Hö, Zöna            | infern, duaner         |
| ø                                  | /?/ la ö més opac                      | schnø, Fød, Wød, hø | ràpid, camp, món, clar |
| ü                                  | /i/ com en alemany estàndard           | fü, Zü, Schbü       | molt, destinació, joc  |

- La vocal "o" es pronuncia en bavarès /ɔ/ com una "o" tancada
- Les vocals 'Umlaut' de (ö), (ø) i (ü) no són utilitzades en la majoria dels varietats a Baviera. Aquests dialectes prefereixen de fer diftongs, com Hei (infern), schnei (ràpid), Feid (camp), Weid (món), etc.

### Accentuació
En la grafia bavaresa no s'indica l'accentuació de paraules amb accents. La lletra "é" no indica accentuació sinó que és utilitzada per distingir les dues diferents formes de la vocal "i". L'accent circumflex (^) indica la nasalització de vocals. Això implica que els estrangers que volen aprenen el bavarès han de memoritzar l'accentuació de les paraules d'aquesta llengua.

## Gramàtica
- El bavarès compta amb declinació del cas només en els articles. Amb molt poques excepcions, els substantius no declinen els seus casos.
- El pretèrit perfecte simple és molt rar, i solament s'ha mantingut en uns pocs verbs, que inclouen "ser" i "voler". En general, el pretèrit perfecte compost és usat per expressar el passat simple.
- Compta amb inflexió verbal per a diverses maneres, com l'indicatiu, subjuntiu i imperatiu. Per exemple, la taula d'a baix mostra la inflexió del verb måcha ('fer'):

| måcha            | Indicatiu    | Imperatiu | Subjuntiu   | Optatiu   |
| ---------------- | ------------ | --------- | ----------- | --------- |
| 1° Sg            | i måch       | —         | i måchad    | måchadi   |
| 2° Sg (informal) | du måchst    | måch!     | du måchast  | måchast   |
| 2° Sg (formal)   | Si måchan    | måchan'S! | Si måchadn  | måchadn'S |
| 3° Sg            | er måcht     | er måch!  | er måchad   | måchada   |
| 1° Pl            | mia måchan   | måchma!   | mia måchadn | måchadma  |
| 2° Pl            | eß måchts    | måchts!   | eß måchats  | måchats   |
| 3° Pl            | se måchan(t) | —         | se måchadn  | måchadns  |

### Pronoms

#### Pronoms personals
|           | Singular   | Singular            | Singular          | Singular            | Plural     | Plural      | Plural     |
|           | 1a Persona | 2a Persona Informal | 2a Persona Formal | 3a Persona          | 1a Persona | 2a Persona  | 3a Persona |
| --------- | ---------- | ------------------- | ----------------- | ------------------- | ---------- | ----------- | ---------- |
| Nominatiu | i          | du                  | Si                | ea, es/de, des      | mia        | iß/öß / ia* | -          |
| Àton      | i          | --                  | -'S               | -a, -'s, -'s        | -dt.       | -'s         | -'s        |
| Datiu     | mia        | dia                 | Eana              | eam, eara/iara, dem | uns, ins   | enk / eich* | ea, eana   |
| Àton      | -ma        | -da                 |                   |                     |            |             |            |
| Acusatiu  | -mi        | -di                 | Eana              | eam, eara/iara, des | uns, ins   | enk / eich* | ea, eana   |
| Àton      |            |                     | Si                | -'n, …, -'s         |            |             | -'s        |

* Usats comunament en els dialectes més septentrionals de Baviera.

#### Pronoms possessius
|           | Predicatiu       | Predicatiu      | Predicatiu      | Predicatiu                | Atributiu        | Atributiu       | Atributiu       | Atributiu                 |
|           | Masculí singular | Femení singular | Neutre singular | Plural (qualsevol gènere) | Masculí singular | Femení singular | Neutre singular | Plural (qualsevol gènere) |
| --------- | ---------------- | --------------- | --------------- | ------------------------- | ---------------- | --------------- | --------------- | ------------------------- |
| Nominatiu | mei              | mei             | mei             | meine                     | meina            | meine           | mei(n)s         | meine                     |
| Datiu     | meim             | meina           | meim            | meine                     | meim             | meina           | meim            | meine                     |
| Acusatiu  | mein             | mei             | mei             | meine                     | mein             | meine           | mei(n)s         | meine                     |

Els pronoms possessius Deina i Seina es declinen de la mateixa manera. Sovint, nige és afegit al nominatiu per formar la forma adjectiva del pronom possessiu, com mei(nige), dei(nige).

#### Pronoms indefinits
Com els pronoms possessius esmentats a dalt, els pronoms indefinits koana ("cap") and oana ("u") es declinen de la mateixa forma.
Hi ha també el pronom indefinit ebba ("algú") amb la seva forma impersonal ebbs ("alguna cosa"). És declinat de la següent manera:
|           | Personal | Impersonal |
| --------- | -------- | ---------- |
| Nominatiu | ebba     | ebbs       |
| Datiu     | ebbam    | ebbam      |
| Acusatiu  | ebban    | ebbs       |

#### Pronoms interrogatius
Els pronoms interrogatius wea ("qui") and wås ("quina") són declinats de la mateixa manera que el pronom indefinit ebba és declinat.
|           | Personal | Impersonal |
| --------- | -------- | ---------- |
| Nominatiu | wea      | wås        |
| Datiu     | wem      | wem        |
| Acusatiu  | wen      | wås        |

## Reconeixement oficial
L'idioma bavarès ni és llengua oficial ni llengua regional reconeguda ni a Alemanya ni a Àustria. Tampoc és reconegut per la carta europea de llengües regionals o minoritàries (ECRML). Solament dues petites variants del bavarès tenen estatus de llengües minoritàries a Itàlia. Són la llengua cimbra en la Província autònoma de Trento i el tischlbongarisch a la regió autònoma de Friul-Venecia Julia.